# NGC 7609
NGC 7609 је елиптична галаксија у сазвежђу Пегаз која се налази на NGC листи објеката дубоког неба.
Деклинација објекта је + 9° 30' 31" а ректасцензија 23h 19m 30,0s. Привидна величина (магнитуда) објекта NGC 7609 износи 14,1 а фотографска магнитуда 15,1. NGC 7609 је још познат и под ознакама MCG 1-59-47, CGCG 406-65, VV 20, ARP 150, HCG 95A, PGC 71076.